# آلوین سی یورک
آلوین کولوم یورک (Alvin Cullum York)، (زاده ۱۳ دسامبر ۱۸۸۷ - درگذشته ۲ سپتامبر ۱۹۶۴)، که با نام گروهبان یورک هم شناخته می‌شود یکی از پرافتخارترین سربازان آمریکایی در جنگ جهانی اول است. او در جنگ جهانی اول رهبری سربازانی را بر عهده داشت که در حمله به سنگر مسلسل آلمانی، موفق به گرفتن ۳۲ مسلسل، کشتن ۲۸ سرباز آلمانی و اسیر کردن ۱۳۲ سرباز دیگر شدند و به همین دلیل نشان افتخار گرفت. این حمله در فرانسه و در جبهه آمریکایی نبرد میوز-آرگون برای نفوذ به خط هیندنبرگ صورت گرفت.
فیلم گروهبان یورک را بر اساس زندگی او و نبرد شجاعانه‌اش در جنگ ساخته‌اند و گری کوپر در آن نقش یورک را بازی کرده‌است.